# Forgas
Forgas es una aldea española situada en la parroquia de Ferreiros, del municipio de Puebla del Brollón, en la provincia de Lugo, Galicia.

## Geografía
La aldea está situada a 580 metros de altitud en el extremo este del municipio, en plena Sierra del Caurel, junto al río Saa o Forgas. A Forgas se accede únicamente por una carretera de montaña asfaltada que sube desde A Pousa y lleva a Puebla del Brollón, aunque también es posible acceder a pie desde Ferreiros. Al pequeño núcleo de Forgas de Arriba se accede por un camino de carro desde Forgas.

## Demografía
| Gráfica de evolución demográfica de Forgos entre 2000 y 2020 |
|                                                              |
| Datos según el nomenclátor publicado por el INE.             |

## Festividades
El patrón de la aldea es San Victoiro, y cada año se celebra una romería el 27 de agosto en su honor en una capilla situada a varios kilómetros de la aldea. 